# Station Darsham
Darsham is een spoorwegstation van National Rail in Darsham, Suffolk Coastal in Engeland. Het station is eigendom van Network Rail en wordt beheerd door Greater Anglia. 